# Robert Darcy, 4. hrabě z Holdernessu
Robert Darcy, 4. hrabě z Holdernessu (Robert Darcy, 4th Earl of Holderness, 11th Baron Darcy de Knayth, 8th Baron Conyeres, 5th Baron Darcy of Meinill, Conde de Mértola) (17. květen 1718, Londýn, Anglie – 16. května 1778, Londýn, Anglie) byl britský diplomat, státník a dvořan ze starobylé šlechty. Od mládí byl členem Sněmovny lordů, diplomatickou kariéru zahájil jako vyslanec v Itálii a Nizozemí. Za sedmileté války byl britským ministrem zahraničí (1754–1761), později zastával již jen čestné funkce u dvora.

## Kariéra

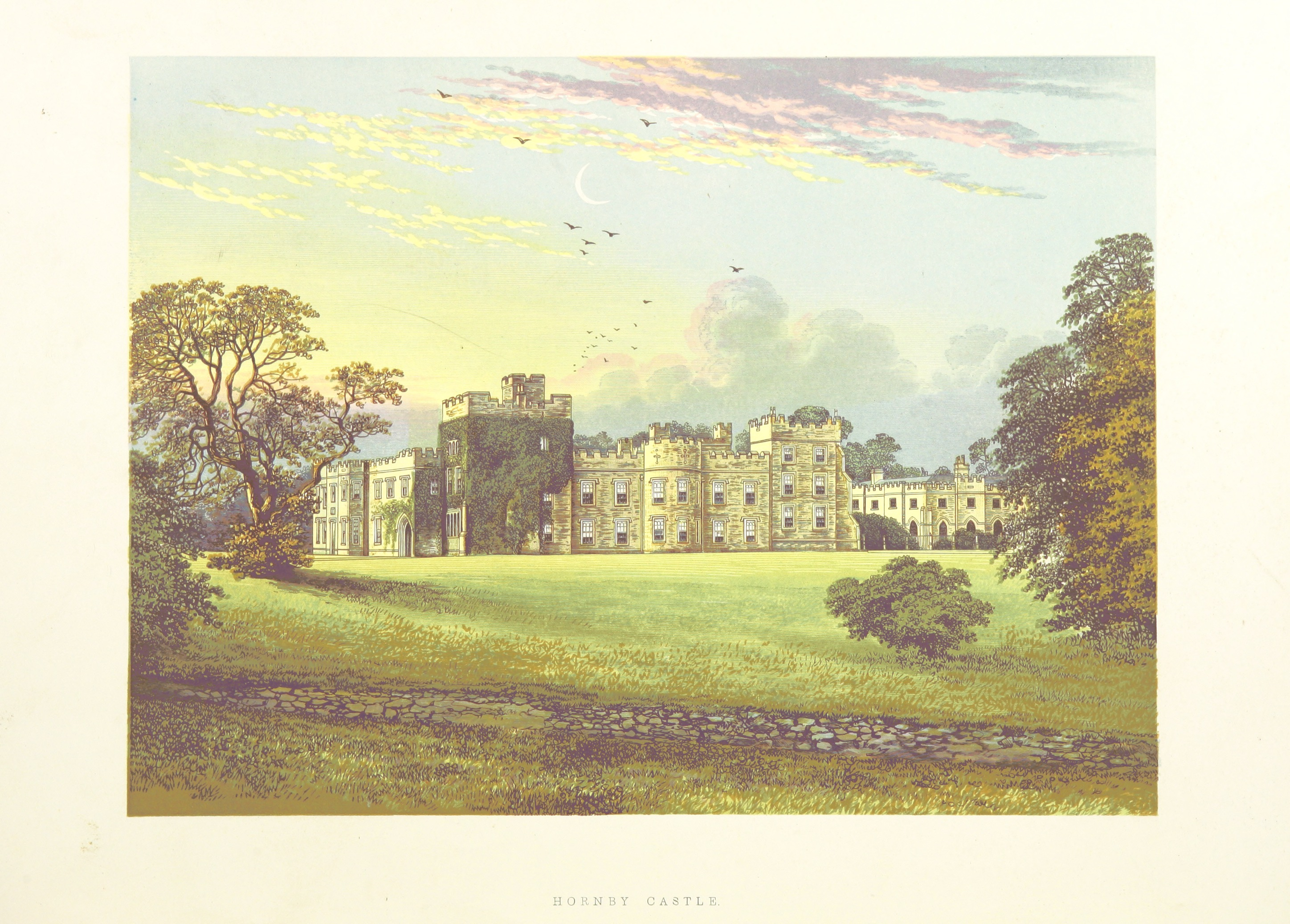
Zámek Hornby Castle (Yorkshire), hlavní sídlo Darcyů od 15. století

Pocházel ze starobylého francouzského rodu usazeného v Anglii (rodina užívala též příjmení d'Arcy). Narodil se jako syn ministra obchodu 3. hraběte z Holdernessu a jeho manželky Fredericy Schomberg (1688–1751), dcery 3. vévody Schomberga. Rodové tituly zdědil po otci v roce 1722, studoval ve Westminsteru a v Cambridge. Po dosažení zletilosti vstoupil do Sněmovny lordů (1739), vzápětí se začal uplatňovat v čestných funkcích u dvora, od roku 1740 byl lordem komořím Jiřího II. a v letech 1740–1778 zastával post lorda místodržitele v hrabství York. Krále doprovázel na cestách do zahraničí a v roce 1743 byl po jeho boku přítomen bitvě u Dettingenu. Za války o rakouské dědictví se prosadil jako diplomat, v letech 1744–1746 byl vyslancem v Benátské republice a v letech 1749–1751 v Haagu. V roce 1751 byl jmenován členem Tajné rady a v letech 1751-1754 zastával funkci ministra vnitra (respektive Secretary of State for the Southern Department), poté byl ministrem zahraničí (respektive Secretary of State for the Northern Department, 1754–1761). Mezitím po matce zdědil portugalský titul hraběte z Mértoly (1751), v letech 1752 a 1755 byl v době nepřítomnosti Jiřího II. v Británii členem místodržitelského sboru. V roce 1757 znovu krátce spravoval zároveň s ministerstvem zahraničí i ministerstvo vnitra namísto Williama Pitta, který tehdy odstoupil pro nesouhlas s personální politikou ve vládě.
Po nástupu Jiřího III. musel odstoupit ve prospěch oblíbenců nového krále (John Stuart), krátce poté však obdržel další čestné posty v hrabství York, kde byl nejvyšším sudím (1762–1765) a viceadmirálem (1763–1776), na odchodu z vysoké politiky také obdržel vysokou roční penzi ve výši 4 000 liber. V letech 1765–1778 zastával čestný post lorda strážce pěti přístavů a v souvislosti s tím měl k dispozici užívání státního sídla Walmer Castle, které dlouhodobě upravoval jeho předchůdce v této funkci vévoda z Dorsetu. V letech 1771–1776 byl guvernérem králových synů prince waleského a vévody z Yorku. Vynikl jako bystrý pozorovatel diplomatických jednání, což se projevilo především za sedmileté války, kdy byl ministrem zahraničí.

## Rodinné a majetkové poměry

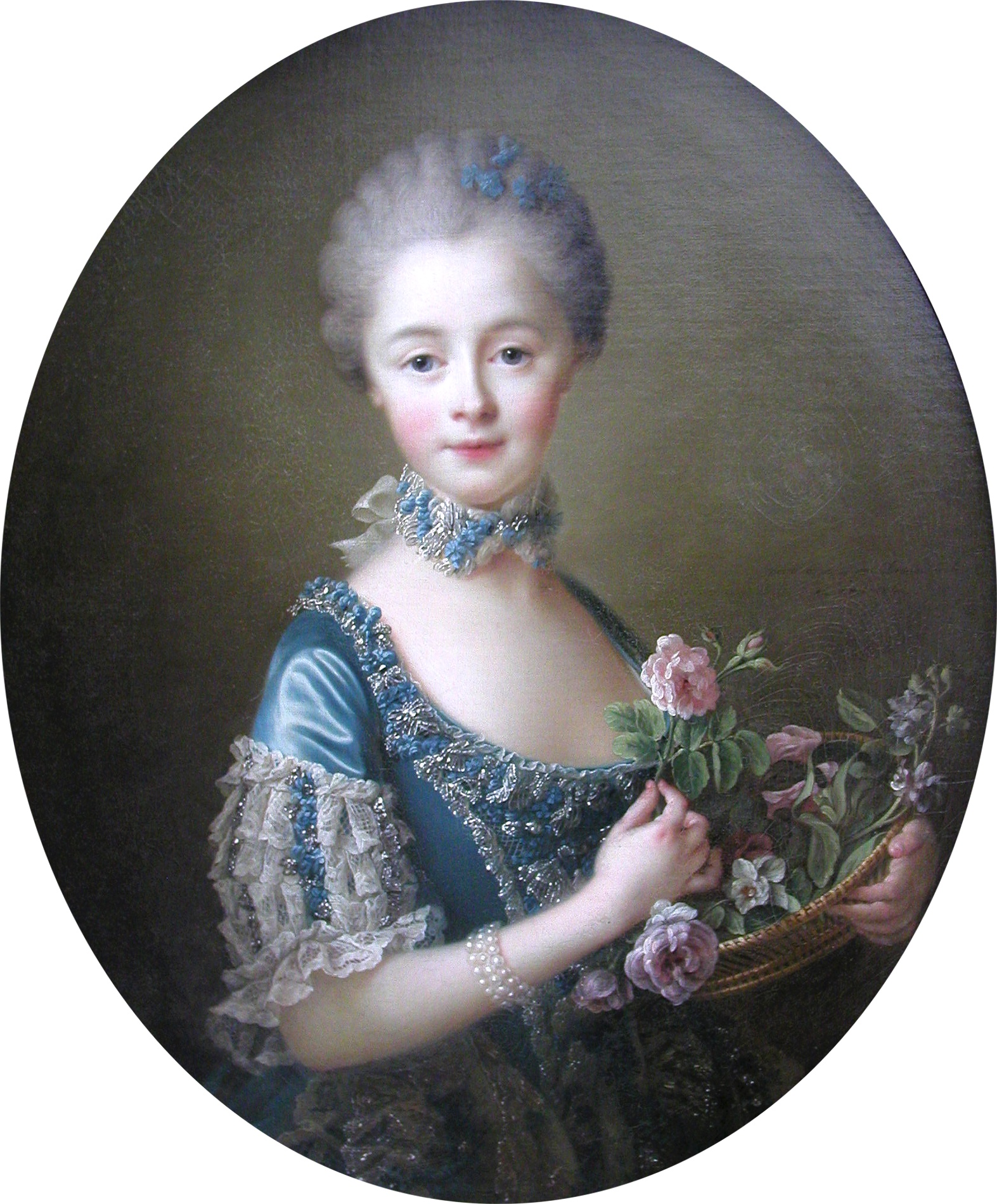
Amelia Darcy, provdaná Osborne, jediná dcera a dědička 4. hraběte z Holdernessu

Zemřel bez potomstva jeden den před svými šedesátinami. Od roku 1743 byl ženatý s Mary Doublet (1721–1801), která byla dlouholetou dvorní dámou královny Charlotty. Jejich dva synové George a Thomas zemřeli v dětství, takže titul hrabat z Holdernessu zanikl. Dospělého věku se dožila jen nejmladší dcera Amelia (1754–1784), provdaná za ministra zahraničí 5. vévodu z Leedsu. Ta byla dědičkou baronských titulů rodiny Darcy, které pak přešly na rod Osborne.
Švagrem 4. hraběte z Holdernessu byl skotský šlechtic markýz z Lothianu, který se uplatňoval v politice a za sedmileté války dosáhl hodnosti generála.
Hlavním rodovým sídlem byl zámek Hornby Castle v hrabství Yorkshire, který Darcyové získali prostřednictvím sňatku počátkem 15. století. Hrabě z Holdernessu se zde trvale usadil po vynucené rezignaci na účast ve vysoké politice (1761) a v 60. letech 18. století podnikl rozsáhlou přestavbu zámku, která zahrnovala vybudování dvou nových křídel. V této podobě se ale zámek dodnes nedochoval, protože přístavby z 18. století byly zbořeny ve 20. století. Po vymření rodu Darcy přešel zámek Hornby Castle na rod vévodů z Leedsu.